# Диагональ слона
«Диагональ слона» (фр. La Diagonale du fou) — кинодрама совместного производства Франции, Люксембурга и Швейцарии, поставленная в 1984 году режиссёром Ришаром Дембо. Лауреат премии «Оскар» 1985 года за «лучший фильм на иностранном языке» и кинопремии «Сезар» за «лучший дебютный фильм». Аллюзия на матч за звание чемпиона мира по шахматам 1978.

## Сюжет
Акива Либскинд представляет СССР на чемпионате по шахматам в швейцарском городе Женева. Он непобедим, но слаб здоровьем, и цепь его побед может оборваться в любой момент. Противником Акивы на чемпионате становится Павиус Фромм, сбежавший из Советской Литвы в Швейцарию. Он умён, презирает правила и пытается нарушить расписание противника и таким образом сбить концентрацию Либскинда, дав ему «опоздать на первый ход»[что?]. Наглость Фромма поражает Акиву и тот пишет на него жалобу жюри. Когда Либскинд грозит отъездом, Фромм пишет формальное извинение, чтобы не потерять шанс победить чемпиона.
В результате таких ходов вне шахматной доски, оба шахматиста начинают играть: Либскинд физически, а Фромм — ментально.

## В ролях
| Актёр               | Роль                                         |
| ------------------- | -------------------------------------------- |
| Мишель Пикколи      | Акива Либскинд                               |
| Александр Арбат     | Павиус Фромм                                 |
| Лив Ульман          | Марина Фромм                                 |
| Лесли Карон         | Геня Либскинд                                |
| Войцех Пшоняк       | гроссмейстер Фелтон из команды Фромма        |
| Жан-Юг Англад       | Миллер из команды Фромма                     |
| Даниэль Ольбрыхский | Так-Так из команды Либскинда                 |
| Мишель Омон         | Степан Иванович Керосян из команды Либскинда |